# Bravo-Jahrescharts 1976
1976 war das Lied des Jahres Let Your Love Flow von den Bellamy Brothers. Jürgen Drews hatte mit seiner deutschen Coverversion Ein Bett im Kornfeld seinen ersten Superhit. ABBA konnte sich endgültig als Superband etablieren, und sie hatten ähnlich der Beatles in den 1960er Jahren die meisten Songs in den Charts. Dancing Queen ist bis heute eine Hymne der 1970er Jahre.

## Bravo-Jahrescharts 1976
1. The Lies in Your Eyes – The Sweet – 656 Punkte
2. Love Me Like I Love You – Bay City Rollers – 434 Punkte
3. Fernando – ABBA – 384 Punkte
4. Moviestar – Harpo – 351 Punkte
5. Let Your Love Flow – Bellamy Brothers – 330 Punkte
6. Dancing Queen – ABBA – 312 Punkte
7. Girls, Girls, Girls – Sailor – 295 Punkte
8. Horoscope – Harpo – 292 Punkte
9. Mamma Mia – ABBA – 277 Punkte
10. Money Honey – Bay City Rollers – 272 Punkte

## Bravo-Otto-Wahl 1976

### Beat-Gruppen
1. Goldener Otto: Bay City Rollers
2. Silberner Otto: The Sweet
3. Bronzener Otto: ABBA

### Sänger
1. Goldener Otto: Shaun Cassidy
2. Silberner Otto: Jürgen Drews
3. Bronzener Otto: David Cassidy

### Sängerinnen
1. Goldener Otto: Tina Charles
2. Silberner Otto: Penny McLean
3. Bronzener Otto: Marianne Rosenberg